# 臺北市文山區公所
臺北市文山區公所（簡稱：文山區公所；英文：Wenshan District Office）為臺北市政府在臺北市文山區的派出機關，於中華民國政府架構中屬於區公所位階，上級業務監督機關為臺北市政府。

## 沿革
1990年3月12日，台北市行政區劃調整，由16區改為12區，原景美區與木柵區合併成立為文山區。

## 組織架構
隸屬於臺北市政府，置區長、副區長及主任秘書各1人，設下列各課、室，分別掌理各項業務及臺北市政府授權事項，預算員額140人。
- 區長(1人，薦任第九職等至簡任第十職等)
  - 副區長(1人，薦任第九職等)
  - 主任秘書(1人，薦任第八職等至第九職等)

### 內部單位

#### 課
- 民政課
- 社會課
- 經建課
- 兵役課
- 人文課

#### 室
- 秘書室
- 會計室
- 人事室
- 政風室

#### 會、處
- 調解委員會
- 43里辦公處

## 外部連結
- https://wsdo.gov.taipei/